# AMBER力场
AMBER力场是在生物大分子的模拟计算领域有着广泛应用的一个分子力场。开发这个力场的是Peter Kollman课题组，最初AMBER力场是专门为了计算蛋白质和核酸体系而开发的，计算其力场参数的数据均来自实验值，后来随着AMBER力场的广泛应用，包括Kollman在内的很多课题组对AMBER力场的内容不断进行丰富，逐渐开发出了一个可以用于生物大分子、有机小分子和高分子模拟计算的力场体系。但是总体来讲，AMBER力场的优势在于对生物大分子的计算，其对小分子体系的计算结果常常不能令人满意。
AMBER力场的势能函数形势较为简单，所需参数不多，计算量也比较小，这是这个力场的一大特色，但也在一定程度上限制了这个力场的扩展性。本力场用谐振子模型计算键长伸缩能和键角弯转能，用傅立叶级数的形式来描述二面角扭转能，选用Lennard-Jones势来模拟范德华力；用库仑公式来描述静电相互作用，其势能表达式为：
{\displaystyle V_{(r^{N})}=\sum _{bonds}{\frac {1}{2}}k_{b}(l-l_{0})^{2}+\sum _{angles}{\frac {1}{2}}k_{a}(\theta -\theta _{0})^{2}+\sum _{torsions}{\frac {1}{2}}V_{n}[1+cos(n\omega -\gamma )]+\sum _{j=1}^{N-1}\sum _{i=j+1}^{N}\left\{4\epsilon _{i,j}\left[\left({\frac {\sigma _{ij}}{r_{ij}}}\right)^{12}-\left({\frac {\sigma _{ij}}{r_{ij}}}\right)^{6}\right]+{\frac {q_{i}q_{j}}{4\pi \epsilon _{0}r_{i}j}}\right\}}
现在有很多主流计算软件包应用了AMBER力场，其中除了Kollman课题组开发的AMBER软件之外，还有Insight II、Sybyl、Cerius2、MOE和HyperChem等。